# 비각칠
비각칠(黃飛鴻之鬼脚七, Kick Boxer)은 홍콩에서 제작된 우마 감독의 1993년 액션 영화이다. 원표 등이 주연으로 출연하였다.

## 출연

### 주연
- 원표

### 조연
- 원화
- 원규
- 태보
- 우마
- 여수릉
- 임세관
- 진숙란